# اس‌تی‌اس-۳۴
اس‌تی‌اس-۳۴ (انگلیسی: STS-34) یکی از ماموریت‌های برنامه شاتل‌های فضایی بود که در تاریخ ۱۸ اکتبر ۱۹۸۹ از پایگاه فضایی کندی به فضا پرتاب شد. این مأموریت ۵ روزه توسط شاتل آتلانتیس انجام گرفت و هدف اصلی آن ارسال فضاپیمای گالیله جهت کاوش در سیاره مشتری بود.

## نگارخانه

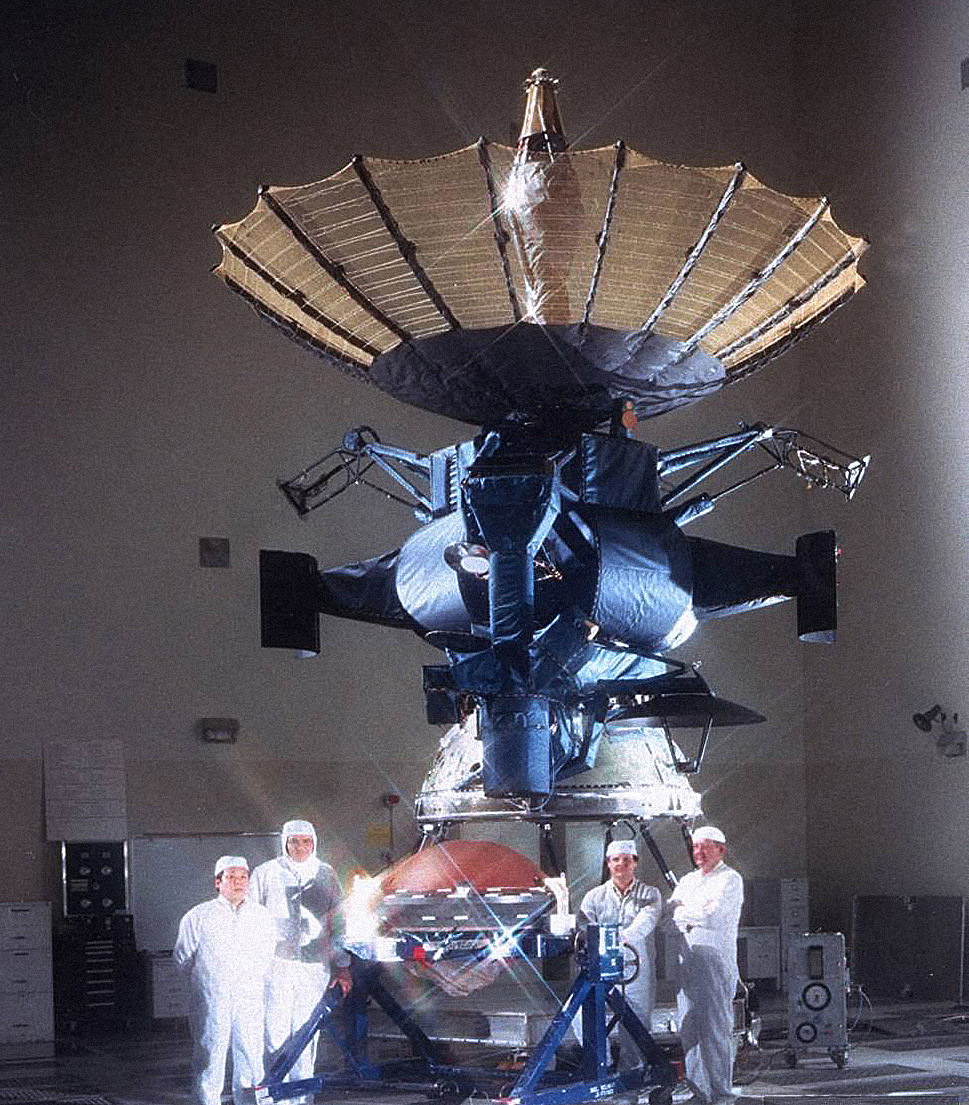
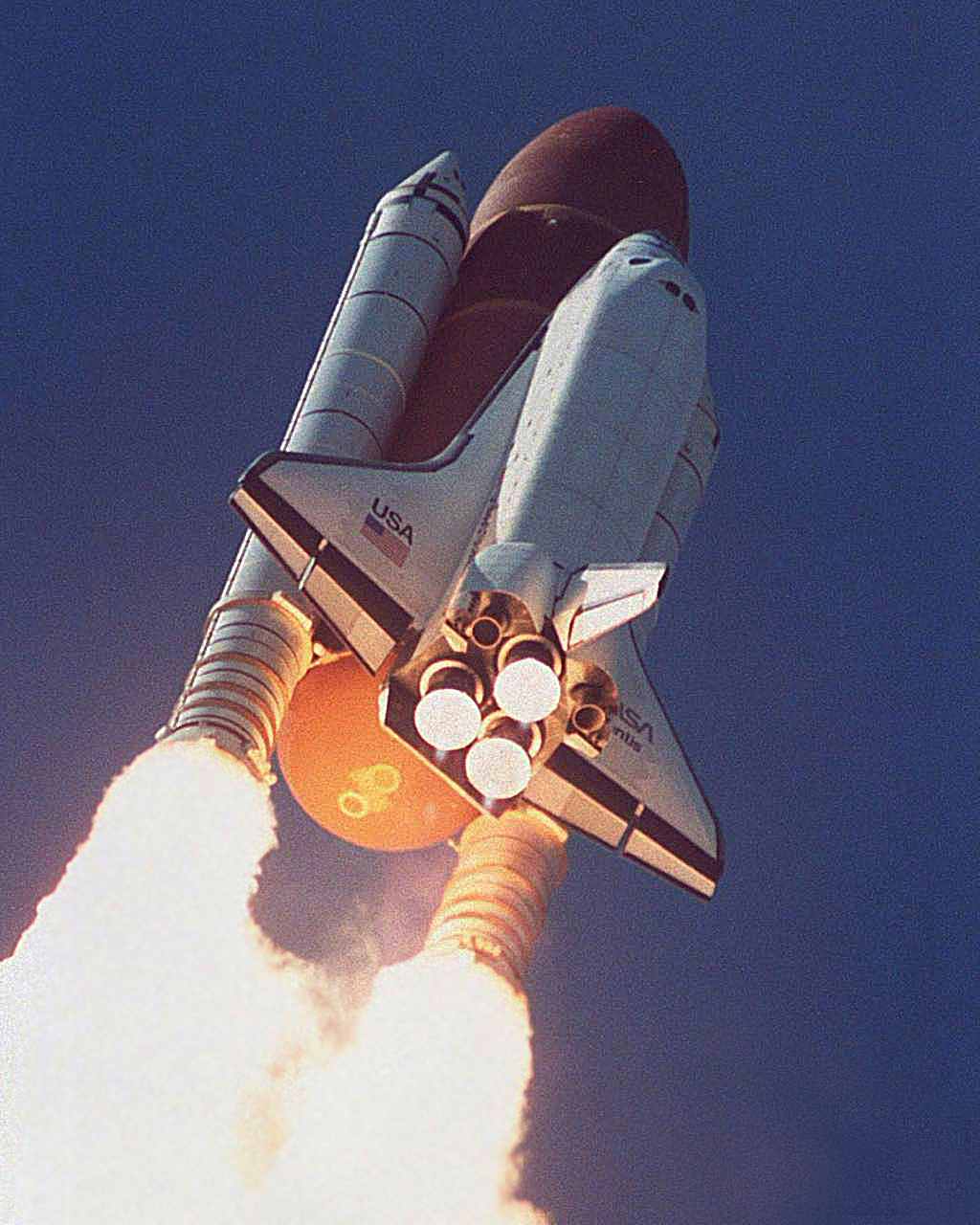
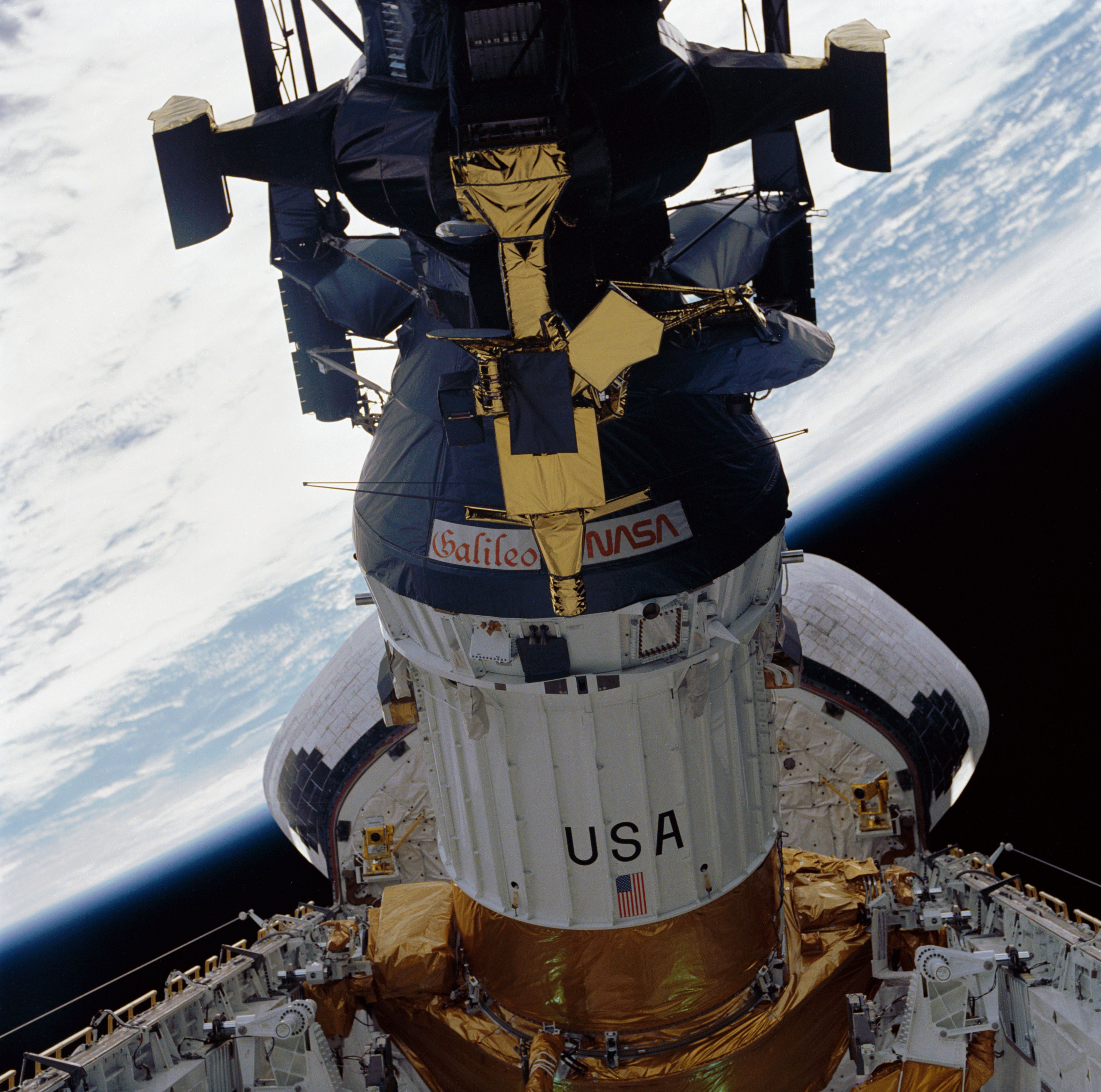
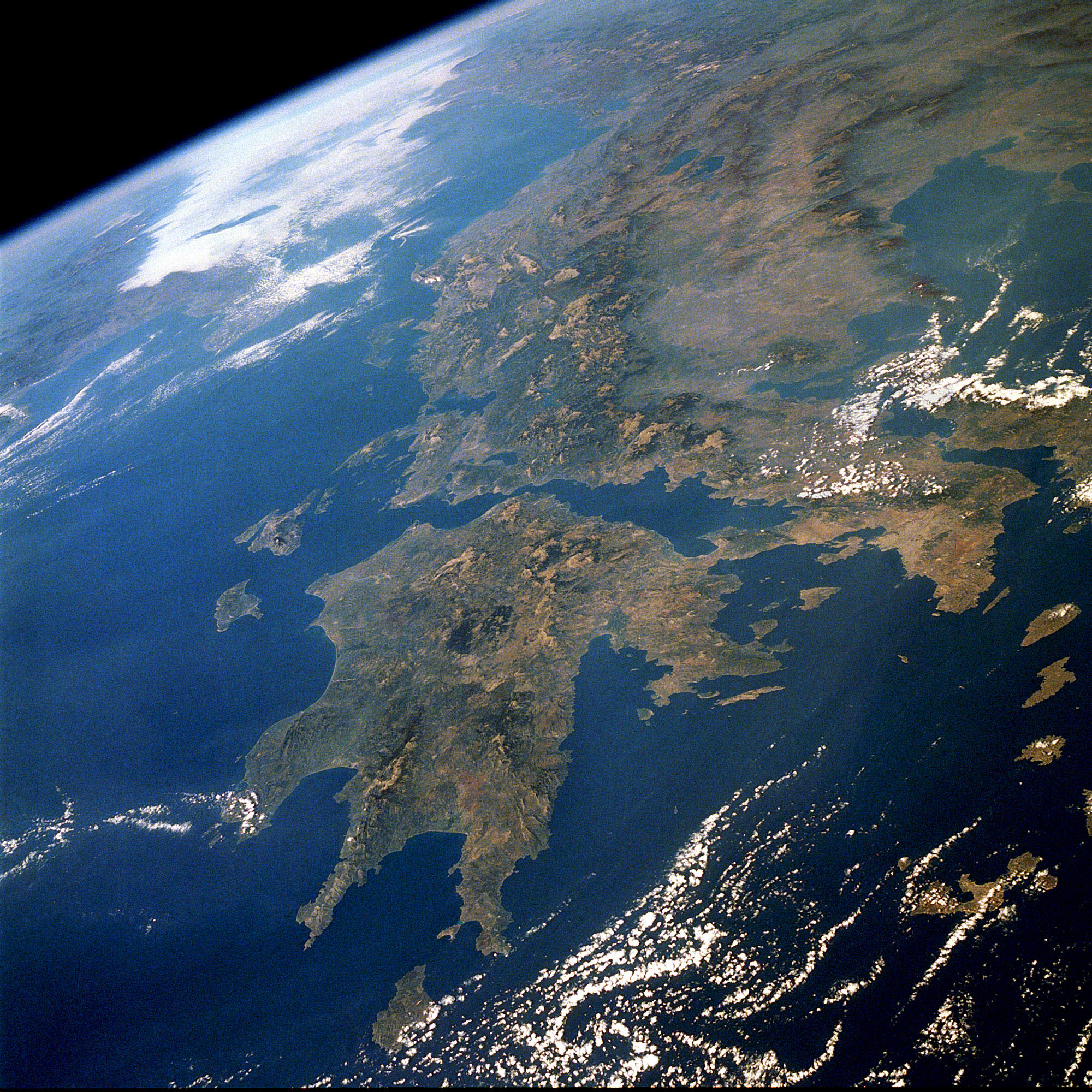
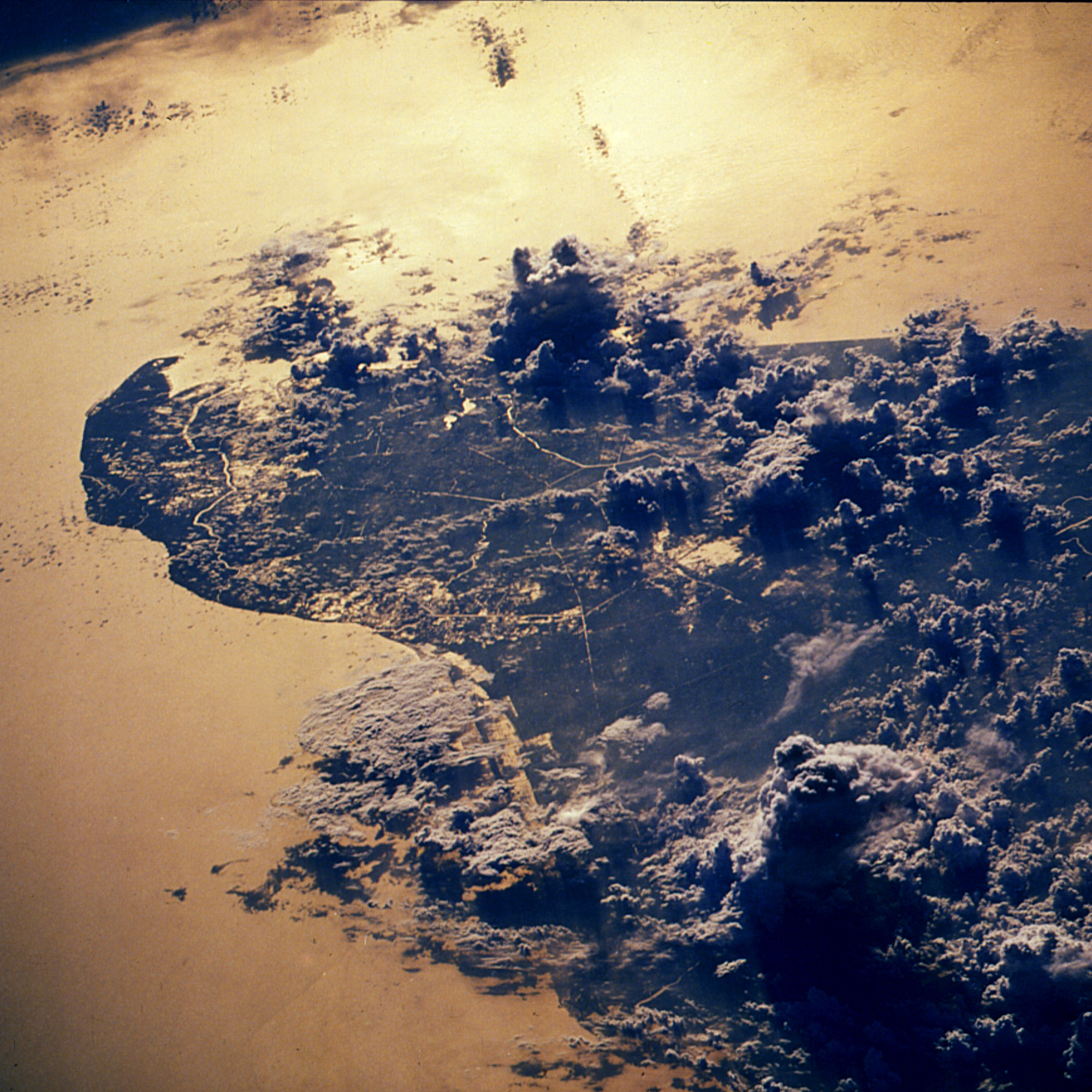
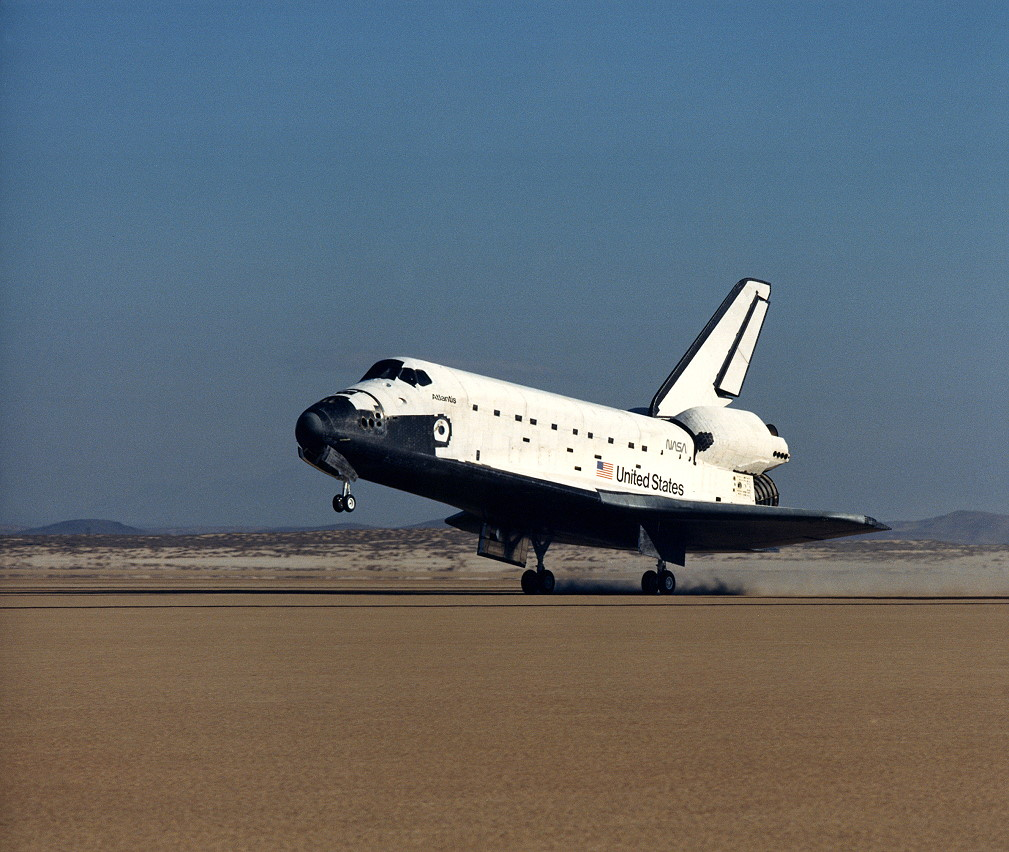